# Moffans-et-Vacheresse
 Moffans-et-Vacheresse  es una población y comuna francesa, situada en la región de Franco Condado, departamento de Alto Saona, en el distrito de Lure y cantón de Lure-Sud.

## Demografía
| 427 | 454 | 554 | 555 | 549 | 532 | 570 |
| Para los censos de 1962 a 1999 la población legal corresponde a la población sin duplicidades (Fuente: INSEE [Consultar]) |     |     |     |     |     |     |